# Comunitat de municipis de la Península de Lézardrieux
La Comunitat de municipis de la Península de Lézardrieux (en bretó Kumuniezh kumunioù Gourenez Lezardrev) és una estructura intercomunal francesa, situada al departament de les Costes d'Armor a la regió Bretanya, al País de Trégor Goëlo. Té una extensió de 92,1 kilòmetres quadrats i una població de 8.230 habitants (2006).

## Composició
Agrupa 7 comunes :
- Lézardrieux
- Kerbors
- Lanmodez
- Pleubian
- Pleudaniel
- Pleumeur-Gautier
- Trédarzec

## Competències
Competències obligatòries :
- Ordenació del Territori
- Acció de Desenvolupament Econòmic

Compètencies opcionals :
- La política d'habitatge i de nivell de vida
- Carreteres d'interès comunitari
- Protecció i millora del medi ambient
- Cultura, esport, educació, infantesa i joventut

Altres competències :
- Construcció i manteniment de les casernes de policia a Lézardrieux
- Estudis per al desenvolupament de les vies de transport a la carta per les persones aïllades i discapacitades
- Sanejament no col·lectiu
- Servei comunitari de lliurament d'àpats a la casa
- La construcció, manteniment i operació d'edificis locals i de la comunitat
- Noves tecnologies de la informació i la comunicació
- Informació i comunicació dirigida a la població